# St. Nikolaus (Henfenfeld)

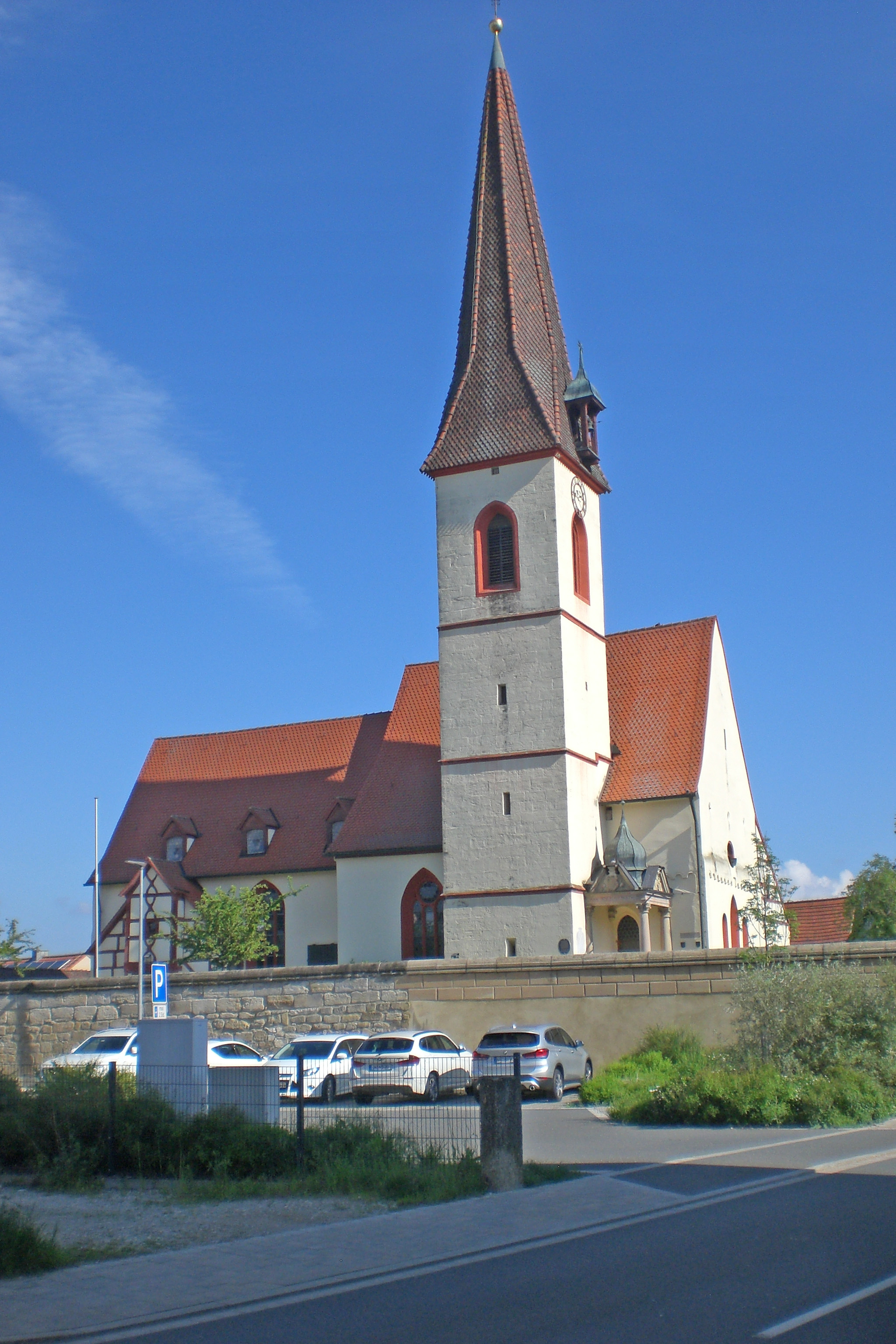
St. Nikolaus (2024)

Die evangelische, denkmalgeschützte Pfarrkirche St. Nikolaus steht in Henfenfeld, einer Gemeinde im Landkreis Nürnberger Land (Mittelfranken, Bayern). Das Bauwerk ist unter der Denkmalnummer D-5-74-131-14 als Baudenkmal in der Bayerischen Denkmalliste eingetragen. Die Kirchengemeinde gehört zum Dekanat Hersbruck im Kirchenkreis Nürnberg der Evangelisch-Lutherischen Kirche in Bayern.

## Beschreibung

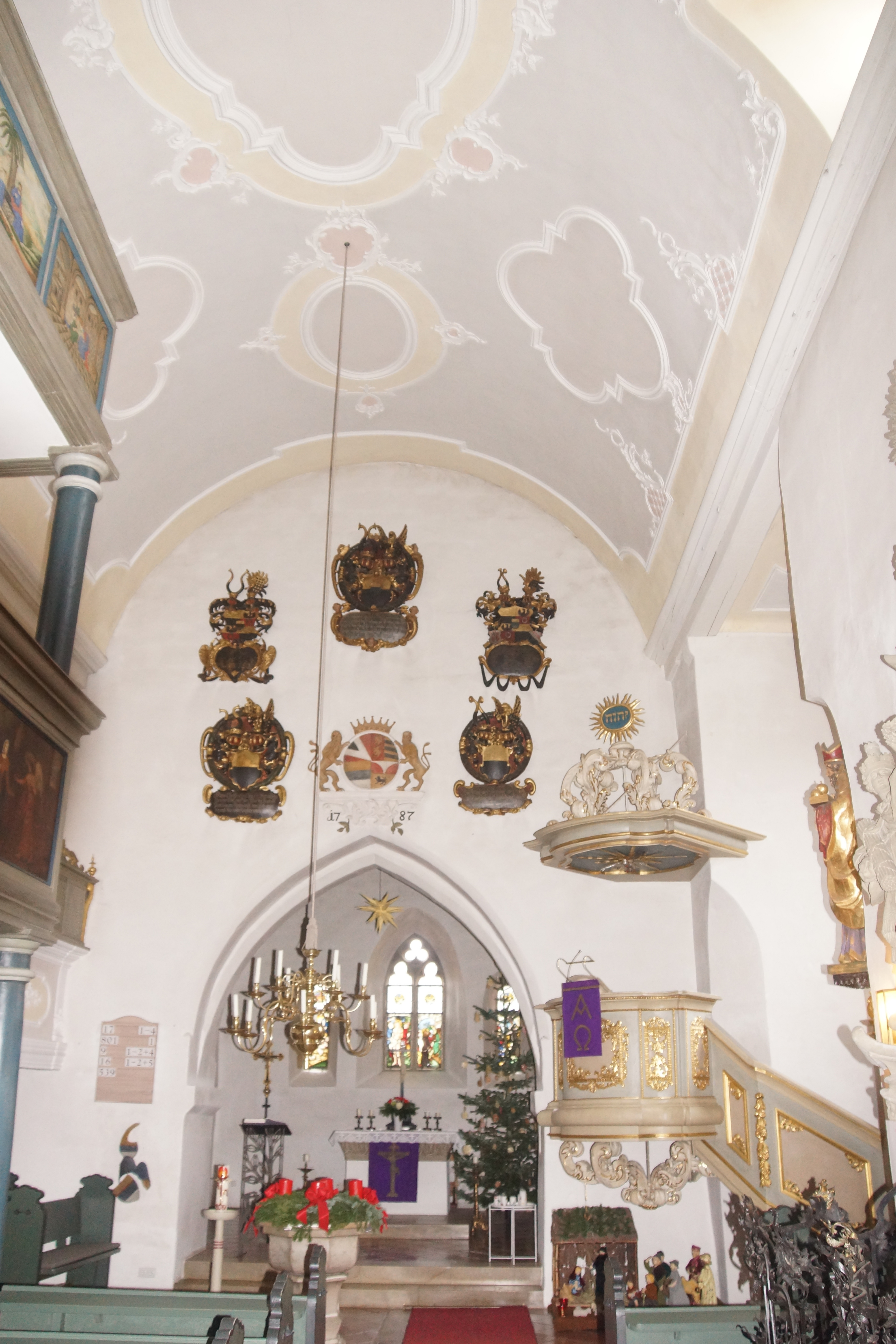
Blick auf den Altarraum

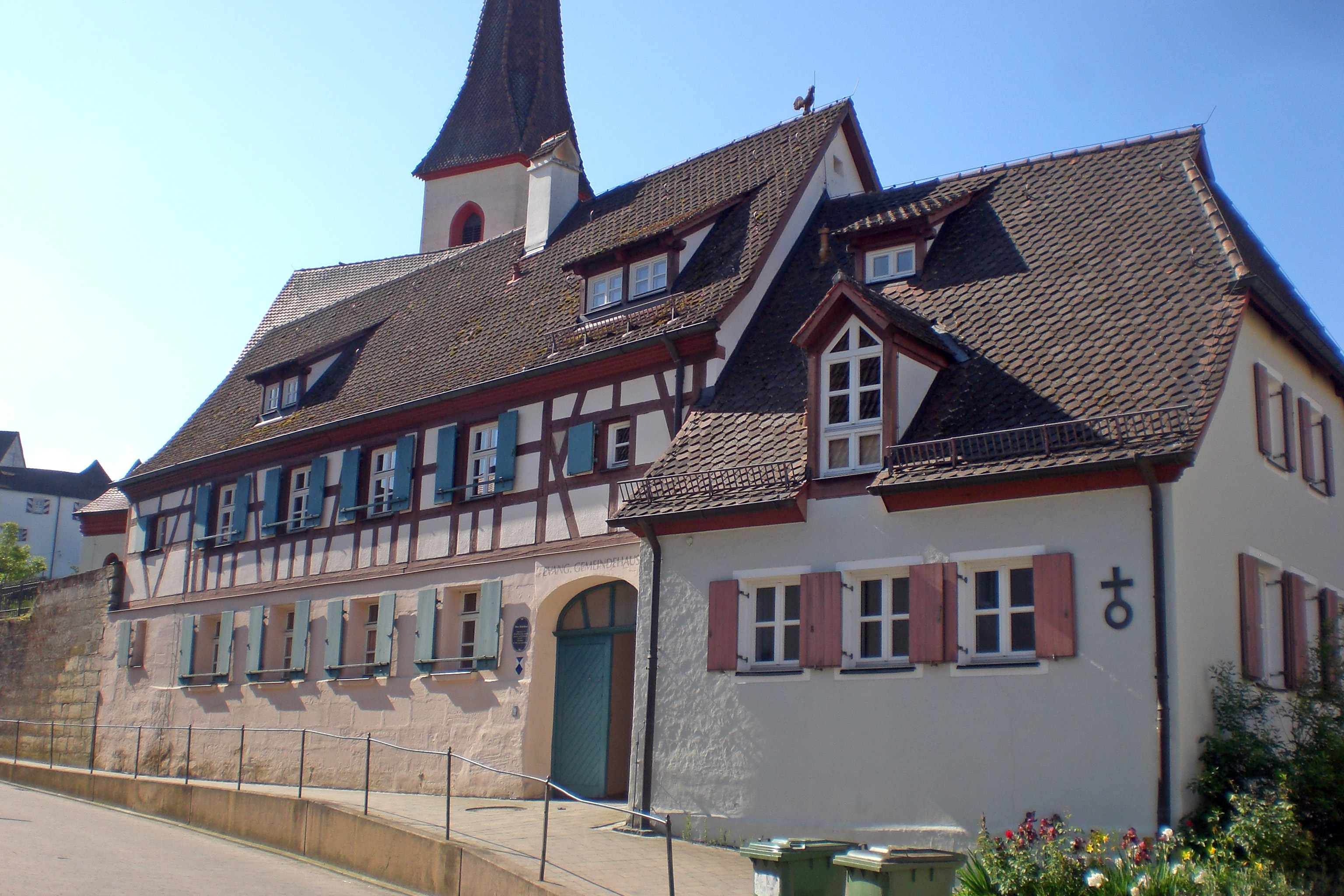
Pfarrhaus (2024)

Der quadratische, mit einem achtseitigen, schiefergedeckten Knickhelm bedeckte Kirchturm ersetzte 1491 den Chorturm aus der Mitte des 13. Jahrhunderts. Sein oberstes Geschoss beherbergt die Turmuhr und den Glockenstuhl, in dem drei Kirchenglocken hängen. Eine weitere Glocke hängt in einer Dachgaube des Helms. Das kurzarmige Querschiff und die östlichen Teile des Langhauses wurden am Anfang des 15. Jahrhunderts auf den Grundmauern des Vorgängerbaus aus dem 13. Jahrhundert errichtet. Das Langhaus wurde im 17. Jahrhundert nach Westen verlängert. 
Der Innenraum des Langhauses ist mit einem Tonnengewölbe, das mit Stuck verziert ist, überspannt, der des Querschiffes mit einer Flachdecke und der des Chors mit einem Kreuzgratgewölbe. Das Langhaus hat doppelstöckige Emporen an zwei Seiten, deren Brüstungen mit biblischen Szenen bemalt sind. Die Glasmalereien stammen von Veit Hirschvogel. Die Orgel mit 14 Registern, zwei Manualen und Pedal wurde 1898 von Johannes Strebel gebaut.